# Trematopygus vellicans
Trematopygus vellicans är en stekelart som först beskrevs av Johann Ludwig Christian Gravenhorst 1829.  Trematopygus vellicans ingår i släktet Trematopygus och familjen brokparasitsteklar. Arten är reproducerande i Sverige. Inga underarter finns listade i Catalogue of Life.